# Tabara Elhamra
Tabara Elhamra (tiếng Ả Rập: تبارة الحمراء) là một ngôi làng Syria nằm ở phó huyện Uqayribat thuộc huyện Salamiyah, Hama. Theo Cục Thống kê Trung ương Syria (CBS), Tabara Elhamra có dân số 256 người trong cuộc điều tra dân số năm 2004.